# Jonny Searle
Jonathan "Jonny" William C. Searle (MBE) (født 8. maj 1969 i Walton-on-Thames) er en engelsk tidligere roer og olympisk guldvinder.
Searle gjorde sig første gang bemærket på den internationale roscene, da han var med til at vinde sølv ved junior-VM i firer uden styrmand i 1986, et resultat der blev forbedret til guld året efter. Som senior roede han først otter og var i denne båd med til at vinde VM-bronze i 1989 og 1991.
I 1992 gik han sammen med sin lillebror Greg Searle og styrmanden Garry Herbert over til at ro toer med styrmand. De stillede op i denne bådtype ved OL 1992 i Barcelona, sidste gang denne disciplin var på OL-programmet. Briterne satte overraskende olympisk rekord i indledende heat, en bedrift de gentog i semifinalen. De italienske favoritter, Carmine og Giuseppe Abbagnale og Giuseppe Di Capua, der havde vundet OL-guld i 1984 og 1988, og de øvrige mandskaber kunne ikke følge med briterne, og det samme kom til at gælde i finalen, hvor italienerne ellers indledte med at tage en stor føring, men briterne roede sig op fra en tredjeplads og indhentede italienerne på med 25 rotag tilbage og sikrede sig guldet med et forspring på mere end et sekund, mens italienerne fik sølv og rumænerne Dimitrie Popescu, Neculai Țaga og Dumitru Răducanu sikrede sig bronze.
Året efter blev trioen desuden verdensmester i samme disciplin, inden brødrene Searle satte sig i fireren uden styrmand, som de vandt VM-bronze i, en placering de forbedrede til sølv i 1995.
Fireren uden styrmand stillede op ved OL 1996 i Atlanta med en besætning bestående af Rupert Obholzer, Tim Foster samt brødrene Searle. De vandt deres indledende heat og semifinale, inden de i finalen måtte se sig besejret af de forsvarende australske olympiske mestre, der genvandt guldet, og Frankrig, der blot var mindre end et halvt sekund foran briterne, der sikrede sig bronze.
Herefter fortsatte Searle-brødrene hver for sig. Jonny Searle roede blandt andet dobbeltfirer og igen firer uden styrmand, inden han gik over i firer med styrmand. Her vandt han som afslutning på sin karriere VM-sølv i 1999.

## OL-medaljer
- 1992:  Guld i toer med styrmand
- 1996:  Bronze i firer uden styrmand